# Ададуров Іван Євграфович
Іва́н Євгра́фович Ададу́ров (нар. 19 грудня 1879, Сновськ — 26 серпня 1938, Харків) — український хімік. Доктор технічних наук (1937). Професор (1937).

## Біографія

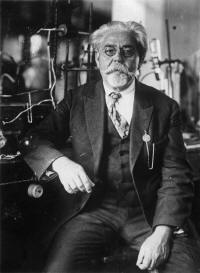
Іван Ададуров Євграфович

Закінчив у Варшаві політехнічний інститут.
1902 року, коли Ададурову було 23 роки, у журналі «Хімік» з'явилася його перша наукова робота — «До питання про походження нафти».
До 1928 року перебував на інженерній та адміністративній роботі на хімічних підприємствах Російської імперії, а потім Радянської Росії та Радянської України. Зокрема, після встановлення радянської влади Ададуров брав активну участь у відновленні та розвитку хімічної промисловості. Так, він відновлював сірчанокислий завод, цех каустичної соди, бертолетової солі та електролізу солі NaCl у селищі Іващенково (нині місто Чапаєвськ Самарської області Росії). Було збудовано дзеркальний, пляшковий, скляний заводи в селищі Костянтинівка (нині місто Донецької області). З'явилися цехи контактного одержання сульфатної кислоти, цинкових білил, сірчистого натрію на Костянтинівському хімічному заводі. У важких заводських умовах, при великих адміністративних обов'язків Ададуров знаходив час і брав участь у науково-дослідній роботі, друкував наукові статті.
У 1928—1933 роках завідував кафедрою основної хімічної технології Одеського хіміко-технологічного інституту.
У 1933—1938 роках працював завідувачем кафедри технології неорганічних речовин Харківського хіміко-технологічного інституту. Водночас він читав курс каталізу в Харківському університеті. Саме тоді йому надали звання професора, а 11 травня 1937 року Вища атестаційна комісія присудила Ададурову науковий ступінь доктора технічних наук без захисту дисертації.
1938 року професора Ададурова затвердили завідувачем кафедри технології неорганічних виробництв Ленінградського хіміко-технологічного інституту, але він невдовзі (26 серпня 1938 року) помер.

## Наукова діяльність

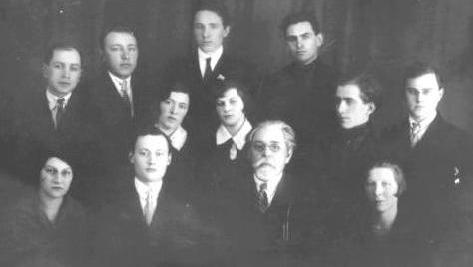
Іван Ададуров (у центрі) з його співробітниками лабораторії каталізу. Одеса, 1931 рік

Ададуров — автор наукових праць у галузі теорії та практики каталізу та кінетики, основ технічних технологій. Удосконалив технології виробництва сірчаної та азотної кислот і різних солей, а також технології приготування каталізаторів для процесів окиснення оксиду сірки й аміаку.
Основний період наукової діяльності Ададурова припадає на останнє десятиріччя його життя — 1928—1938 роки. Із співробітниками він надрукував понад 140 науково-дослідних праць. Серед цих робіт понад 90 публікацій (60 % від опублікованих статей) присвячено дослідженням в області каталізу й кінетики хімічних реакцій.
Підходячи з різних точок зору до підбору каталізаторів, він дослідив сотні металів, сплавів, оксидів, солей і носіїв, знаходив оптимальні технологічні умови, займався удосконаленням контактних апаратів, розробляв методику їх розрахунків. Ададуров як учений усебічно, з урахуванням усіх вимог вивчав каталітичний процес.
Іван Євграфович разом із співробітниками на прикладі окиснення сірчистого газу показав велику залежність швидкості протікання реакції від розміру й форми каталізатора. Подальший розвиток досліджень у цьому напрямку дозволив пізніше визначити розмір часток, при яких реакція протікає в кінетичній чи дифузійній області.
Саме Ададуров вивчив вплив носіїв на спікання каталізаторів на прикладі гідрування етилену на нікелі. Добре відомі дослідження вченого в галузі теорії й технології окиснення аміаку. Він установив, що активними будуть ті сплави, в яких постійні ґрати залишаються незмінними чи близькими до постійних ґрат платини, рівної 3,903 А.
Ададуров запропонував теорію окиснення аміаку, що, нарівні з багатьма іншими, пояснює механізм утворення з аміаку оксиду азоту. Він вважав, що первинним актом на каталізаторі є розпад аміаку з утворенням N, H і H2. Далі можлива гомогенно-гетерогенна ланцюгова реакція.
Для зменшення втрати при окисненні аміаку платини, як каталізатора, Ададуров вивчав платинові сітки. В ході досліджень найкращими виявилися хромонікелеві носії, покриті платиною, для окиснення сірчистого газу. При малій витраті платини досягався високий вихід трьохоксиду сірки, і при цьому каталізатор не перегрівається.
Учений провів понад 20 досліджень з удосконалення технології виробництва сульфатної кислоти, 6 досліджень з інтенсифікації виробництва нітратної кислоти, 13 робіт із технології одержання різних солей. За його пропозицією свинцеві труби в продукційній частині виробництва сульфатної кислоти нітрозним способом замінили на залізні та чавунні.
Розробив новий метод одержання сірчаної кислоти — через контактне окиснення вологого оксиду сірки, який одержували, окиснюючи сірководень.
Уперше одержав ціанистий водень шляхом окиснення суміші аміаку та метану та дослідив хіміко-фізичні умови виробництва синильної кислоти.

## Основні публікації
- (рос.) О роли родия в упрочении платиновой сетки // Украинский химический журнал. — 1935. — Т. 10. — Книга 1.
- (рос.) К теории Андрусова о каталитическом получении синильной кислоты // Украинский химический журнал. — 1936. — Т. 11. — № 3.
- (рос.) Исследование некоторых сплавов платины как катализаторов // Журнал химической промышленности. — 1937. — № 13.

### У співавторстві
- (рос.) Азотная кислота. — Москва, 1934.
- (рос.) Об активности коксов по отношению к углекислоте // Журнал прикладной химии. — 1936. — Т. 9. — № 10.
- (рос.) Применение форкатализаторов в контактном производстве серной кислоты // Журнал прикладной химии. — 1937. — Т. 10. — № 5.